# Maussac
Maussac és un municipi francès al departament de la Corresa (regió de Nova Aquitània).

## Demografia
| 1962                                       | 1968 | 1975 | 1982 | 1990 | 1999 | 2007 |
| ------------------------------------------ | ---- | ---- | ---- | ---- | ---- | ---- |
| 495                                        | 513  | 483  | 461  | 397  | 387  | 391  |
| Des de 1962: població sense dobles comptes |      |      |      |      |      |      |

## Administració
| Període | Identitat       | Partit |
| ------- | --------------- | ------ |
| 1995-   | Nelly Simandoux |        |

## Geografia
Maussac és un comú rural.

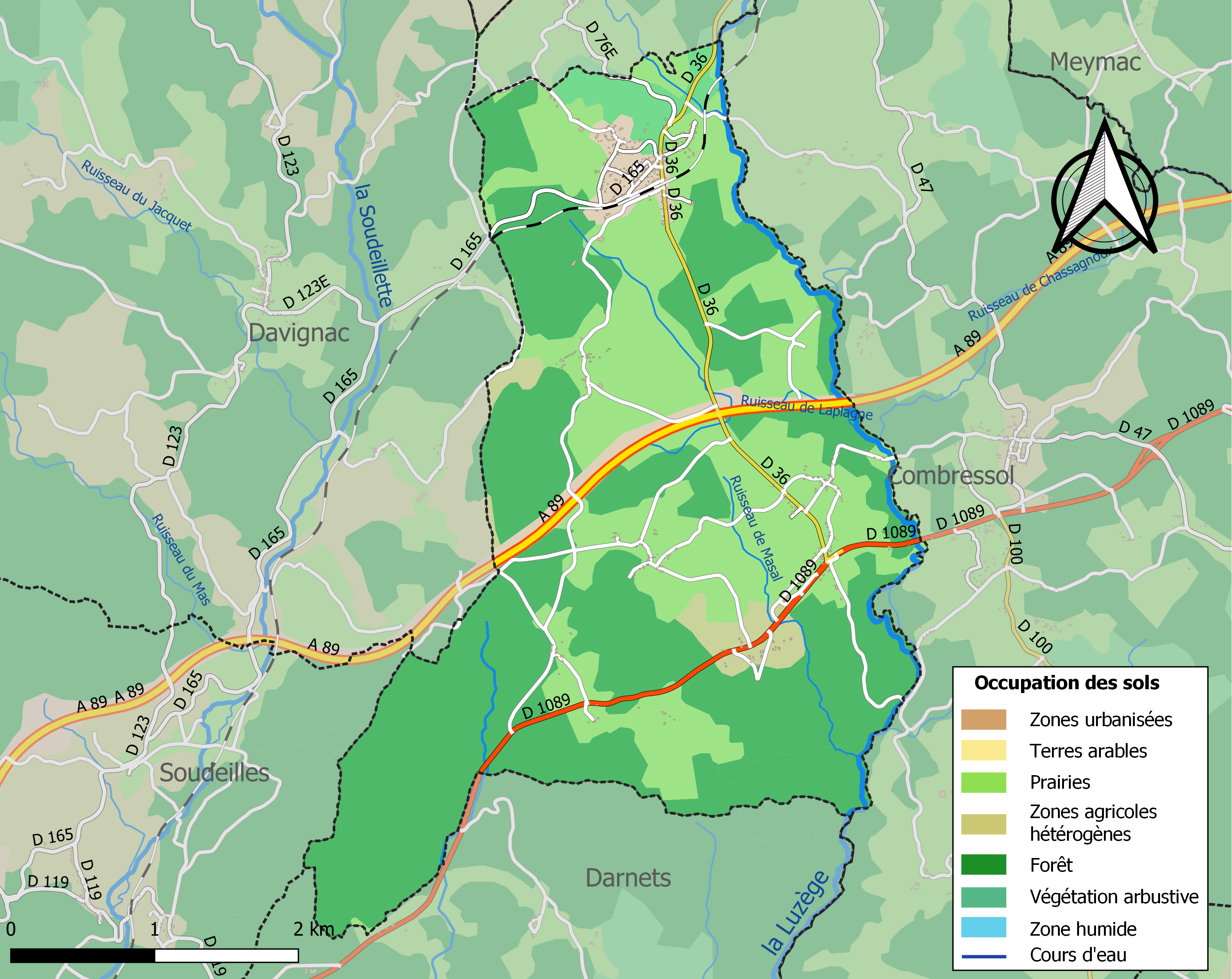
Mapa d'infraestructures i usos del sòl del comú l'any 2018 (CLC).

És efectivament un dels comuns amb poca o molt poca densitat, en el sentit de la quadrícula de densitat municipal de l'INSEE.
A més el forma part de la zona d'atracció d'Ussel, de la qual és comú de la corona. Aquesta zona, que comprèn 38 comuns, es classifica en zones de menys de 50.000 habitants.
La coberta del sòl del comú, tal com es desprèn de la base de dades europea de cobertures biofísiques del sòl Corine Land Cover (CLC), està marcada per la importància dels boscos i dels medis semi-naturals (57,3 % el 2018), tanmateix per sota del 1990 (59,7 %). La distribució detallada de l'any 2018 és la següent: boscos (54,9%), prats (35,8%), zones agrícoles heterogènies (2,7%), zones industrials o comercials i xarxes de comunicació (2,4%), entorns amb vegetació arbustiva i/o herbàcia (2,4%), zones urbanes (1,9%).
L'IGN també ofereix una eina en línia per comparar l'evolució en el temps de l'ús del sòl al comú (o territoris a diferents escales). S'hi poden accedir en forma de mapes o fotografies aèries diverses èpoques: la Carta Cassini (segle xviii), el carte d'état-major (1820-1866) i el període actual (des del 1950).
El territori del comú de Maussac és vulnerable a diversos riscos naturals: meteorològics (tempesta, tempesta elèctrica, neu, fred extrem, onada de calor o sequera) i terratrèmol (sismicitat molt baixa). També està exposada a un risc tecnològic, la ruptura d'una presa, i a un risc particular: el risc de radó. Un lloc publicat pel BRGM permet avaluar de manera senzilla i ràpida els riscos d'un immoble situat ja sigui per la seva adreça o pel número de la seva parcel·la.
La contracció-inflació dels sòls argilosos podria provocar, eventualment, danys importants als edificis en cas d'alternança de períodes de sequera i pluja. El 16,8% del terme comunal es troba en perillositat mitjana o alta (26,8% a nivell departamental i 48,5% a nivell nacional). Dels 279 edificis comptabilitzats al comú l'any 2019, 11 estaven en risc mitjà o alt, és a dir, el 4%, enfront del 36% a nivell departamental i el 54% a nivell nacional. El lloc web del Bureau de recherches géologiques et minières disposa d'un mapa de l'exposició del territori nacional a la contracció i la inflació dels sòls argilosos.
A més, per entendre millor el risc d'enfonsament del terreny, l'inventari nacional de cavitats subterrànies permet localitzar les situades al comú.
El comú va ser reconegut en estat de desastre natural pels danys causats per les inundacions i esllavissades de fang que es van produir els anys 1982, 1993, 1999 i 2001. Pel que fa a les esllavissades, es va reconèixer el municipi en estat de catàstrofe natural pels danys causats. per esllavissades de terra l'any 1999.
Riscos tecnològics
La població també es troba aigües avall de les preses de Bort-les-Orgues, Marèges, Aigle, Neuvic d'Ussel i Marcillac, de classe Asubjectes a (pla particular d'intervenció (plan particulier d'intervention, PPI). Com a tal, és probable que es vegi afectat per l'ona de submersió després del col·lapse d'una d'aquestes estructures.
En diverses parts del territori nacional, el radó, acumulat en determinats habitatges o altres locals, pot constituir una important font d'exposició de la població a radiacions ionitzants. Alguns municipis del departament es veuen afectats pel risc de radó a un nivell més o menys elevat. Segons la classificació de 2018 el comú de Maussac es classifica a la zona 3, és a dir, zona amb un potencial important de radó26.